# Tropicus aratus
Tropicus aratus is een keversoort uit de familie oevergraafkevers (Heteroceridae). De wetenschappelijke naam van de soort is voor het eerst geldig gepubliceerd in 1992 door W. V. Miller.